# Jan Frączek
Jan Frączek (ur. 21 grudnia 1953 w Nowym Sączu) – polski kajakarz górski, trener, olimpijczyk z Monachium 1972.
Zawodnik Dunajca Nowy Sącz i AZS-u Wrocław. Mistrz Polski w latach 1971-1979 w slalomie i zjeździe w konkurencji C-2 i C-2 x 3.
Uczestnik mistrzostw świata w roku:
- 1979 
  - 1. miejsce w konkurencji C-2 × 3 slalom
  - 7. miejsce w konkurencji C-2 slalom
- 1977
  - 3. miejsce w konkurencji C-2 × 3 slalom
  - 7. miejsce w konkurencji C-2 slalom
- 1975
  - 3. miejsce w konkurencji C-2 × 3 slalom
  - 7. miejsce w konkurencji C-2 slalom
- 1973
  - 5. miejsce w konkurencji C-2 slalom
  - 5. miejsce w konkurencji C-2 × 3 slalom
- 1971
  - 5. miejsce w konkurencji C-2 × 3 slalom

Na igrzyskach olimpijskich w Monachium wystartował w konkurencji C-2 slalom (partnerem był Ryszard Seruga). Polska osada zajęła 5. miejsce.
Po zakończeniu kariery sportowej podjął pracę trenera. W latach 1980–1982 był trenerem reprezentacji Polski.